# Acton Burnell Castle
Acton Burnell Castle er en befæstet herregård fra 1200-tallet, der ligger nær landsbyen Acton Burnell i Shropshire, England.
Man mener at det første parlament hvor House of Commons var fuldt repræsenteret blev holdt her i 1283.
I dag er det en ruin, som består af skalmurene på herregården og gavlvæggene på laden. Det er en listed building af første grad.